# Asplenium fontanum
Espèce
Asplenium fontanum ou Doradille des fontaines est une espèce de fougères de la famille des Aspleniaceae.
On considère que cette plante fait partie de la flore obsidionale de France.

## Synonymes
- Aspidium fontanum (L.) Sw.
- Aspidium halleri (Roth) Willd.
- Asplenium halleri (Roth) DC.
- Asplenium lanceolatum subsp. fontanum (L.) P.Fourn.
- Asplenium leptophyllum Lag., D.García & Clemente
- Athyrium fontanum (L.) Roth
- Athyrium halleri Roth
- Polypodium fontanum L.
- Asplenium yunnanense Franch.
- Asplenium woodsioides H. Christ

## Sous-espèces
- Asplenium fontanum ssp. fontanum: Europe et Afrique du Nord.
- Asplenium fontanum ssp. pseudofontanum: Asie du Turkestan au Népal.

## Description
Ses frondes peuvent atteindre 30 centimètres de hauteur.

## Habitat
On trouve cette espèce sur les roches et les amas pierreux, jusqu'à 2 200 mètres d'altitude.